# Stay Away, Joe
Stay Away, Joe (lit. "mantente alejado, Joe") es una película norteamericana del género comedia western con interludios musicales, protagonizada por Elvis Presley, Burgess Meredith, Katy Jurado y John Bondel, dirigida finalmente por Peter Tesbury aunque al comienzo Burt Kennedy había sido originalmente anunciado como el director de la misma.  La película está basada en la novela de farsa satírica de 1953 del mismo nombre, escrita por Dan Cushman. La cinta alcanzó el puesto # 65 del chart de Variety weekly national box office. 
Pese a que en su momento recibió críticas mixtas por parte de los críticos especializados, la película logró recaudar solamente tomando en cuenta el mercado doméstico de Canadá, la cifra de US$ 1.500.000 superando ampliamente a la aclamada Yellow Submarine de The Beatles estrenada ese mismo año 
Buena parte del film se rodó en Arizona. 

## Sinopsis
Joe Lightcloud es un jinete nativo americano descendiente de los Navajo cuya familia aún vive en una reservación. Él regresa a la reserva en un Cadillac blanco convertible el cual utiliza para arrear el ganado 
Joe persuade a su congresista para que le otorgue 20 novillos y un toro de estirpe de manera que él y su padre logren probar que los Navajo pueden criar con éxito el ganado en la reservación. En caso de que el experimento resulte exitoso el gobernador tendría que asistir al pueblo Navajo. Pero Bronc Hovely, un amigo de Joe, accidentalmente utiliza al toro premiado para cocinar una barbacoa, mientras Joe vende los novillos para comprar a su madre adoptiva Annie Lightloud algunos suministros.
Joe es capaz de conserguir prestado un toro llamado Domminick pero este es ya viejo y no muestra interés en las novillas. Mamie Callahan, la hija de un pistolero dueña de una taberna  parece no poder mantenerse alejada de Joe quien es visto como un mujeriego. 
Joe cambia su caballo en un concesionario de autos usados por un automóvil convertible rojo del cual vende las piezas para obtener dinero en efectivo en un depósito de chatarra. Luego de que todas las partes usadas del auto son vendidas, Joe anda por los alrededores en una motocicleta destartalada.
La hermana menor de Joe, Mary,  cajera de un banco del pueblo tiene la oportunidad de casarse con Hawkins, proveniente de una familia razonablemente rica. Cuando su futura suegra visita la deteriorada choza de los Lightcloud, las cosas marchan bien hasta que Glenda Callahan persigue a Joe a través de la casa disparando su escopeta. La señora Hawkins se demaya. 
Con la idea de ganar dinero, Joe organiza una competencia  de rodeo donde los jinetes deben de montar a Dominick el toro. Joe debe ingeniárselas para domar a Dominick con la idea de ganar el premio en dinero. En la casa de sus padres Joe y sus amigos se ven envueltos en una larga pelea que destroza la casa que ellos habían estado construyendo.

## Protagonistas
- Elvis Presley como Joe Lightcloud
- Burgess Meredith como Charlie Lightcloud
- Joan Blondell como Glenda Callahan
- Katy Jurado como Annie Lightcloud
- Thomas Gomez como Grandpa
- Henry Jones como Hy Slager
- L.Q. Jones como Bronc Hoverty
- Quentin Dean como Mamie Callahan
- Douglas Henderson como Congresista Morrissey
- Dick Wilson como Vendedor de autos
- Sonny West como Jackson Vaquero
- Joe Esposito (sin acreditar)
- Charlie Hodge (sin acreditar)
- Susan Trustman como Mary Lightcloud
- Angus Duncan como Lorne Hawkins
- Anne Seymour como Madre de Lorne

## Música

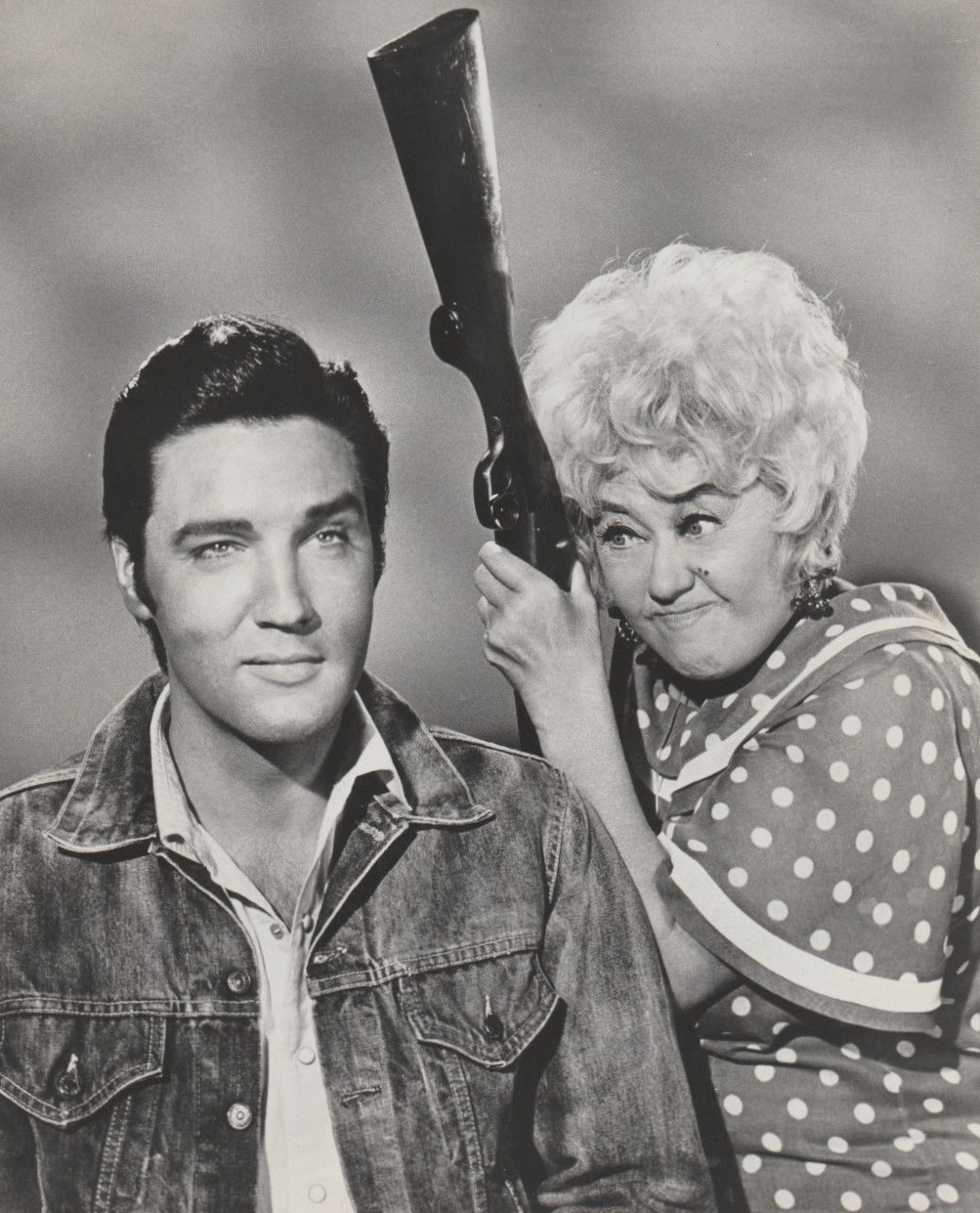
Elvis Presley y Joan Blondel en una escena de la película

La canción principal de la película Stay Away que puede oírse al inicio, compuesta por Syd Tapper and Roy C. Bennett toma la melodía del tema Las hojas verdes, una canción del folklore inglés registrada por Richard Jones en la London Stationer Company en septiembre de 1580 
Por primera vez desde la película Wild in the Country, no se planeó ni un disco de larga duración ni un extender player para la banda sonora de una película de Presley. Tres canciones fueron escritas para la película por el equipo de Sid Wayne y Ben Weisman, quienes ya habían contribuido con cerca de 50 canciones para varias películas de Presley en esa misma década. 
Aunque Stay Away, Joe se estrenó antes que Speedway, esta película y su banda sonora se realizaron después de la primera de las últimas cinco películas de Presley en la década de 1960, en las que los números musicales se mantenían al mínimo.  La sesión de grabación tuvo lugar en RCA Studio B en Nashville el 1 de octubre de 1967. Al final de la sesión, Presley le hizo prometer a su productor discográfico Felton Jarvis que nunca lanzaría "Dominick", la canción escrita para que él la cantara al toro. Sin embargo, la canción en realidad se canta a dos mujeres en la película sin el toro presente. "Dominick" en algún momento haría su primera aparición oficial en CD en la compilación de la banda sonora de Kissin Cousins / Clambake / Stay Away, Joe en 1994 (mucho después de las muertes de Presley y Jarvis); había sido lanzado previamente, sin autorización, como "Dominick the Impotent Bull" en una compilación pirata de 1982  Las otras dos canciones, "Stay Away, Joe" y "All I Needed Was the Rain", ni siquiera aparecieron en un sencillo promocional para el estreno de la película, sino que aparecieron respectivamente en los álbumes  Let's Be Friends in 1970 y Elvis Sings. Estrella llameante en 1969.
Se grabaron dos canciones adicionales relacionadas con la película en las sesiones del 10 y 11 de enero de 1968 en el mismo estudio. "Goin' Home" de Joy Byers. Esta no se utilizaría, apareciendo en la banda sonora de la siguiente película de Presley, Speedway, mientras que la otra canción es la mencionada anteriormente "Stay Away", reescrita a partir de la melodía de "Greensleeves" de Sid Tepper y Roy C. Bennett, y que aparecería como la cara B del sencillo número 28 "U.S. Male" ("El macho americano").  Publicado como artículo de catálogo 47-9465b el 28 de febrero de 1968, la cara B "Stay Away" alcanzaría el puesto 68 en el Billboard Hot 100 independientemente de "U.S. Male". El productor a cargo de las grabaciones de MGM fue Jeff Alexander.

## Producción
Aunque Burt Kennedy había sido al comienzo anunciado como el director a cargo de la producción cinematogáfica, finalmente Peter Tesbury se hizo cargo de la dirección del Film.  Por su actuación en la cinta,  Elvis cobró unos US$ 850.000 más un 40% extra de ganancias. 
La película comenzó a filmarse el 17 de octubre de 1967 y finalizó el 29 de noviembre de ese mismo año, contando con diferentes lugares de rodaje tanto en ranchos como en exteriores todos situados en el estado de Arizona. 

### Recaudación
Stay Away, Joe logró una recaudación solamente en el mercado doméstico de US$ 1.500.000 logrando superar ampliamente a la película Yellow Submarine de The Beatles, sin embargo quedaría en un plano seundario con respecto a otra de la películas que Elvis realizaría ese mismo año Speedway la cual lograría una recaudación mayor tanto a nivel doméstico como a escala mundial con cifras de más de US$ 2.000.000. 